# Ryan Tyack
Pour les articles homonymes, voir Tyack.
Ryan Tyack est un archer australien né le 2 juin 1991 à Nambour. Il a remporté la médaille de bronze en tir à l'arc par équipe aux Jeux olympiques d'été de 2016 à Rio de Janeiro, en association avec Alec Potts et Taylor Worth.